# Юстиніан II
Юстиніан II (грец. Ἰουστινιανός Β΄; близько 668/669 — 711, Даматрис у Віфінії) — імператор Візантії з 685 по 695 та 705 — 711 роки. Носив також прізвисько Рінотмет (грец. ῾Ρινότμητος) — через відрізаний ніс. Син Костянтина IV.

## Біографія

### Початок імператорства
Юстиніан був старшим сином Костянтина IV. У 685 році Костянтин IV помер, і Юстиніан вступив на престол шістнадцятирічним юнаком. Одружився з Євдокією та мав з нею одну дочку.
689 і 690 років Юстиніан вів війну з болгарами, які незадовго до того утвердилися на Дунаї. 692 року Юстиніан II порушив мир з арабами, але був розбитий військами Абд-Альмаліка в Кілікії. Поразка була наслідком зради частини приведених ним з собою слов'ян. Тоді Юстиніан звелів перебити поблизу Нікомедії і тих слов'ян, які залишилися вірними йому. Результатом поразки була втрата південної Вірменії. Великою подією в церковному житті було скликання Юстиніаном собору, так званого «п'ято-шостого» або Трулльського (692). Постанови Трулльського собору не були визнані папою Сергієм І.

### Період узурпаторів
Юстиніан спробував провести податкову реформу, оскільки державна скарбниця не була наповнена. Реформа не була популярна, викликала ненависть серед широких прошарків суспільства і супроводжувалась зловживаннями. У 695 році його противникам вдалося спричинити заворушення населення. Юстиніана зловили. Йому відрізали носа (і тому надалі він мав прізвисько Рінотмет) і вислали до Херсонесу в Криму. Непопулярністю Юстиніана II скористався полководець Леонтій. 695 року він утік з в'язниці, куди був ув'язнений за наказом імператора, і захопив владу. Якийсь час опісля Леонтія також було скинуто, і престол зайняв Тиберій III. У цей час Юстиніан II, утікши зі своїх володінь у Фанагорії (Таманський півострів) спочатку до хазарів, де каган дав йому за дружину свою дочку Феодору. Потім пішов до болгар, та з'явився вже у 705 році перед Константинополем з військом із болгар, на чолі з ханом Тервелом.

### Відновлення влади
Юстиніан II захопив столицю і знову зайняв престол, жорстоко помстився своїм супротивникам. Тервела оголосив Цезаром, створивши тим прецедент в історії. Юстиніан послав у Крим військо, яке повинно було покарати Херсонес за те, що він не надав підтримки імператору під час його заслання. Місто проголосило імператором Філіппіка Вардана у той час, як Юстиніан II збирав загони в Малій Азії. Послані війська приєдналися до Філіппіка і він заволодів Константинополем, убив Юстиніанового сина. Наступні спроби перемогти не принесли успіху. Юстиніана залишили інші прихильники, і Філіппік Вардан захопив залишеного військом імператора та вбив його у 711 році, відрізавши голову. Голову послали у Рим та Равенну.
Одним з наслідків цих подій стала відміна звичаю відрізати носи у претендентів на трон, тому що і вони могли мати імператорську владу, як показав прецедент із Юстиніаном II.

## Канонізація
Святий у Православ'ї. День Пам'яті - 2 серпня.